# パラナル天文台
パラナル天文台（パラナルてんもんだい、英語: Paranal Observatory）は、チリのアタカマ砂漠にある山・セロパラナルに設置された天体観測所で、ヨーロッパ南天天文台によって運営されている。超大型望遠鏡VLT (Very Large Telescope) はパラナルで最大の望遠鏡である。4台の口径8.2メートルの望遠鏡によって構成される。4台の望遠鏡で観測した光を干渉させ、Very Large Telescope干渉計 (VLTI) として観測を行うこともできる。干渉計としての撮像能力を向上させるため、4台の1.8メートル補助望遠鏡が追加されている。
さらに、掃天観測に用いられる口径2.6メートルのVLT掃天望遠鏡 (VST) と口径 4.1メートルのVISTA望遠鏡が運用されている。

## 概説

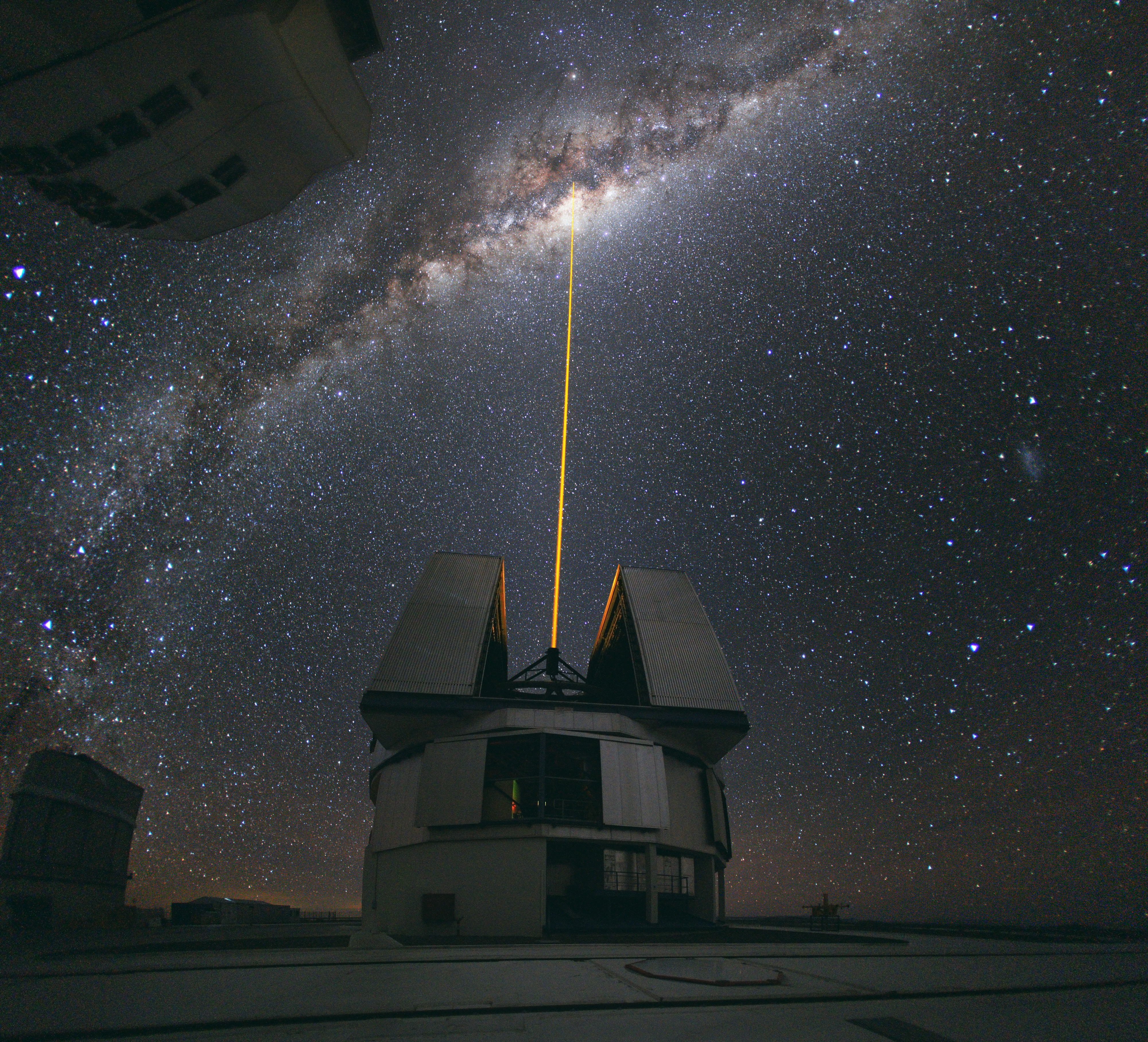
パラナル天文台が備える4基の巨大望遠鏡の一つイェプン (Yepun) 望遠鏡による、レーザーガイドを使用した天の川銀河の中心部の観測。

ヨーロッパ南天天文台の主力サイトに当たる、国際共同天体観測施設。ラ・シヤ天文台でテスト運用が行われた後、当地に移設され観測を行っている望遠鏡もある（VLT掃天望遠鏡はラ・シヤサイトでテスト後、移設されてきたもの）。天体観測における障害の一つである、晴天率、シーイングや透明度は、ラ・シヤ天文台サイトよりも良好なため、1970年代より調査が始まり1980年代より建設が始まった。現在は、研究者の訪問施設や研究解析施設なども建設してある。
主な観測対象は、可視光領域から近赤外線領域までとなっている。VLT掃天望遠鏡及びVISTA掃天望遠鏡による広域観測とVLTによる精密観測を並行して行っている。

## Very Large Telescope
超大型望遠鏡VLT (VLT) は4台の口径8.2メートル望遠鏡によって構成されている。可視光から赤外線までの領域で観測する。口径1.8メートルの小型の望遠鏡が付随して干渉計を構成する。

## VISTA 掃天望遠鏡
VISTA (Visible and Infrared Survey Telescope for Astronomy) は掃天観測を目的とした可視光から赤外線の領域で観測する口径4.1メートルの望遠鏡で、2009年12月11日から運用されている。広い視野を持ち、赤外線による掃天観測を行っている。VISTAは英国の18の大学によるコンソーシアムによって計画・設置された。

## VLT 掃天望遠鏡 (VST)

VLT掃天望遠鏡が撮影したΩ星団

VLT掃天望遠鏡 (VLT Survey Telescope) は、広視野を得ることができる口径2.6メートルの望遠鏡で、掃天観測でVLTを補佐する。2011年7月8日から運用が開始された。

## 他の建物

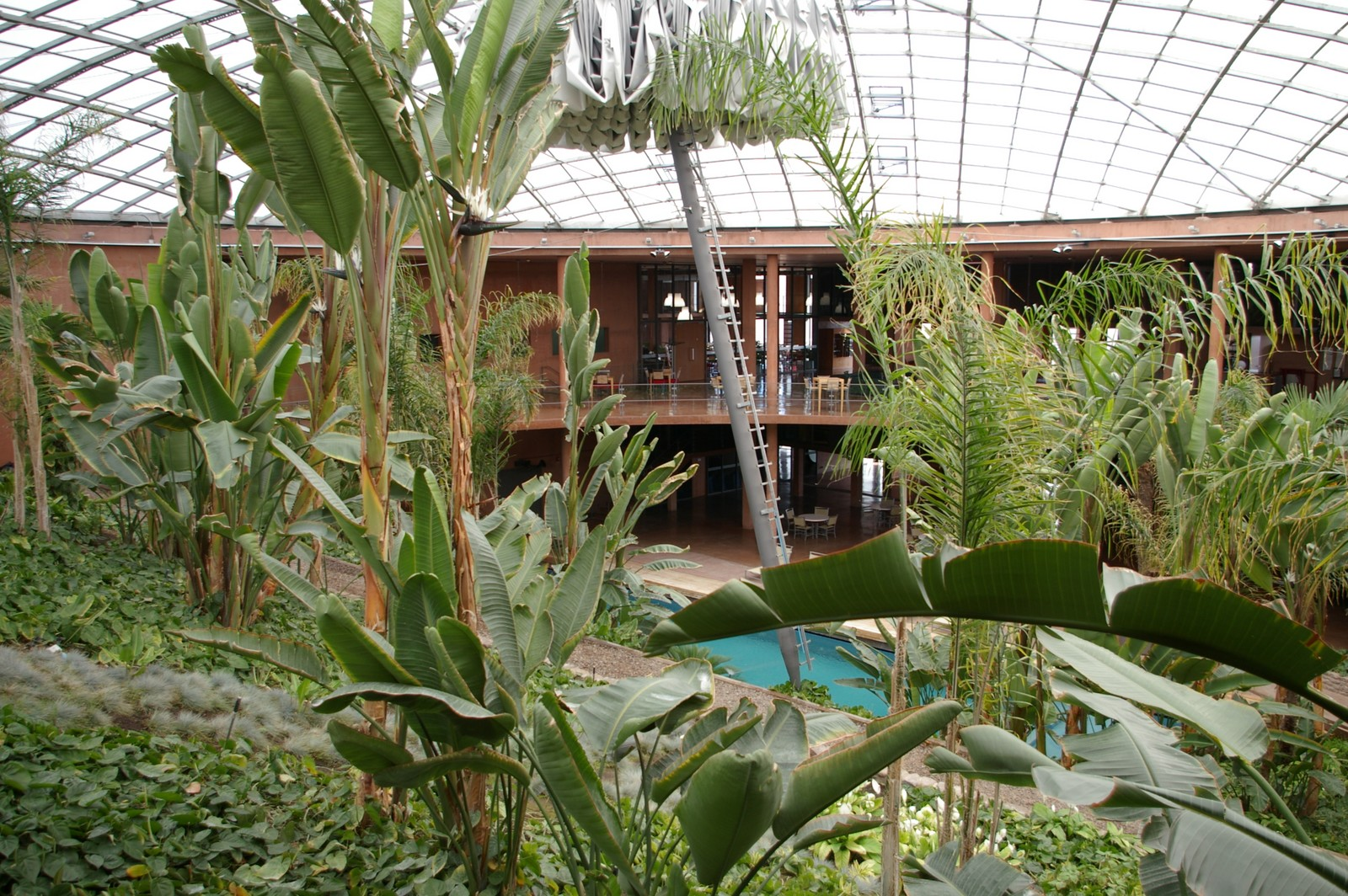
レジデンシアの庭園

望遠鏡と同様に管理棟と整備棟がある。訪問者の宿泊施設も用意されている。他にジムや水泳プールや食堂、2つの庭もある。それらは望遠鏡よりも3キロメートル離れた高度が200メートル低い場所に設置されている。Residencia（レジデンシア）と呼ばれるこれらの施設群は、「特異なデザインと立地条件が悪役のアジトにぴったりである」という理由により、映画『007 慰めの報酬』の撮影に使用された。